# Os Contemporâneos
Os Contemporâneos foi um programa televisivo de humor começado a exibir pela RTP1 em 2008. O programa consistia num conjunto de sketches derivados do que mais relevante aconteceu na sociedade.

## História
Escrito por um conjunto de argumentistas das Produções Fictícias (dois dos quais, Eduardo Madeira e Nuno Markl, atuam também à frente das câmaras), o programa divide-se em sketches protagonizados por atores como Bruno Nogueira, Maria Rueff, Nuno Lopes, Carla Vasconcelos, Dinarte Branco e Gonçalo Waddington. Na segunda série, Rueff e Waddington (substituídos por Manuel Marques) abandonaram a equipa.
Assentando sobretudo na sátira à atualidade político-social, Os Contemporâneos possui momentos marcantes como as entrevistas de Bruno Nogueira a populares ou as intervenções do "Chato" interpretado por Nuno Lopes (com o bordão "Vai mas é trabalhar, ó") ou ainda a aparição dos "Panisgas", interpretados por Bruno Nogueira e Eduardo Madeira.
Em dezembro de 2008, foi lançado o DVD da primeira série, enquanto a RTP confirmou a realização de uma terceira, a estrear em 2009. No dia 3 de maio de 2009, estreou na RTP1, a 3.ª temporada de "Os Contemporâneos". Em julho do mesmo ano, foi posta à venda a edição DVD da segunda série. O episódio final apareceu no ar no dia 2 de agosto de 2009. Segundo o que Nuno Markl disse no seu blog, a hipótese de uma 4.ª série não estava totalmente esquecida, embora dependesse da disponibilidade dos atores, que abraçaram novos projetos no teatro e na televisão.

## Elenco
- Bruno Nogueira
- Nuno Lopes
- Eduardo Madeira
- Carla Vasconcelos
- Manuel Marques (entrou no final da 1.ª série)
- Nuno Markl
- Dinarte Branco

- Maria Rueff (Saiu no final da 1.ª série)
- Gonçalo Waddington (Saiu na 2.ª série)

### Convidados
- Luís Franco-Bastos
- David Almeida
- António Feio